# Валиханов, Гази Булатович
Гази́ Була́тович Валиха́нов (каз. Ғазы Болатұлы Уәлиханов; род. 23 мая 1842 или 1844, урочище Бурабая — не раньше 1903) — казахский султан, офицер, государственный деятель Российской империи. Потомок Абылай-хана, правнук Вали-хана, внук Губайдулла-хана и сын Булат-султана.

## Биография
Одним из упоминаний Гази Валиханова является статья 1891 года посвящённая 30-летию его офицерской службы. Анонимный автор в журнале «Нива» подробно описывает биографию предков офицера.

Недавно исполнилось тридцатилетие службы в офицерских чинах внука последнего владетеля Киргиз-Кайсаков Большой и Средней орд, султана Гази Булатовича Вали-Хана, полковника Лейб-гвардии Атаманского Е.И.В. Наследника Цесаревича полка. Ныне это заслуженный, образованный офицер, и никто не узнал бы в нём сына степей, предки которого беспокоили Россию набегами, а дед, султан Габайдулла или Обайдулла, ещё в половине двадцатых годов текущего (XIX — авт.) столетия принимал участие в неприязненных действиях против русских… К Габайдулле, старшему сыну Вали-Хана, правительство России отправило посольство с богатыми подарками и патентом на чин подполковника. В грамоте он был назван старшим султаном, но этот титул Габайдулле не понравился, а так как, кроме того, правительство требовало у него уступки урочища Кокчетава под постройку города, то он подарков не принял, и в ответе, не соглашаясь на уступку помянутого урочища, выразился, что если русские захотят силою захватить место для постройки города, то сами и будут отвечать за последствия. Правительство после такого ответа несколько раз вызывало хана с намерением задержать его, но Габайдулла не поехал и начал неприязненные действия против русских. Двинув часть орды к горам Улу-Тау и Кичи-Тау под предводительством своих племянников, султанов Кенесары и Наурузбая, он сам отправился к границам Китайской империи и, остановившись в урочище Баян-Аул, послал посольство к китайскому императору с просьбою признать его, Габайдуллу, ханом Большой и Средней орд. Из Баян-Аула он также послал подкрепление Кенесары. Спустя четыре месяца посольство вернулось из Китая с грамотой о признании Габайдуллы киргизским ханом и вангуном, то есть великим князем Китайской империи, и Габайдулла был торжественно поднят на белый войлок, что по древнему обычаю киргизов обозначало возведение его в ханское достоинство. Узнав об этом, пограничные русские власти выслали отряды с трех сторон к Баян-Аулу, и после небольшой стычки непокорный Габайдулла, оставленный разбежавшимися киргизами, был взят в плен вместе со своими приближенными биями в числе 90 человек и сослан в город Березов Тобольской губернии. Старшему сыну Габайдуллы, Булату было в это время уже 16 лет. Подарки, не принятые его отцом, были посланы теперь ему, и вместе с тем он произведен был в чин майора. В 1853 году генерал-губернатор Западной Сибири и командир отдельного Сибирского корпуса употреблял все усилия убедить султана Булата дать старшему сыну его, Гази Булатовичу, приличное образование. Старания Густава Гасфорта, генерал-губернатора, увенчались успехом: девятилетний Гази был отправлен с дядей его Хан-Ходжей и 80 киргизами в Омск, где он и поступил в Сибирский кадетский корпус.
В Сибирском кадетском корпусе оканчивает обучение в 16 лет, потом произведён в корнеты с зачислением по армейской кавалерии. Назначен служить командиру отдельного Сибирского корпуса. Выполнял личные приказы от генерал-губернатора Западной Сибири, был отправлен к Чёрному Иртышу с целью повлиять на племена Семыз-Наймановского и других родов принять подданство России. Выполнив свою миссию, вернулся из командировки и был приставлен к военнопленным Датхою, Али-Шир-Датхою и Шигаулу — представителям элиты Кокандского ханства.
Гази Валиханов был первым казахом, получивший чин полковника на действительной службе в русской армии, а не по должности.
Прилежно учился и был на хорошем счету у кадетского корпуса. В 1857 году обращается с просьбой об именовании его султаном, желание было удовлетворено. По словам историков, этот эпизод подчёркивает его высокую самооценку и честолюбивый характер. Оканчивает кадетский корпус в 1863 году. 
Гази Валиханов отличился при подавлении Польского (Январского) восстания в 1863 году и хвастался тем как «лихо рубил бунтовщиков».
С 1879 по 1881 год находился в учебном кавалерийском эскадроне, при коронации Александра III был почётным переводчиком при хивинском хане и бухарском наследнике престола. Не раз отправлялся границы Китая для принятия посольств и дунганских депутаций.

В докладной записке губернатора Акмолинской области от 3 апреля 1903 года крестьянский начальник Кокчетавского уезда Троицкий упоминал о Гази Валиханове.
В Санкт-Петербурге в 1899 году я встречался с полковником гвардии Вали-ханом. Приезд его в Кутуркульскую волость в места своей родины, где имеется его дом, ознаменовался целым рядом бесчинств и приглашением всех представителей народа на свидание. Понятно, что игрой в заступничество за права народа…
Согласно данным С. Дмитриева, полученным в Российском государственном историческом архиве, он вышел в отставку в 1903 году в звании генерал-майора.

## В культуре
Писательница Ирина Стрелкова в своём художественном произведении изобразила Гази Валиханова отрицательным героем и карьеристом.